# Martin Singleton
Martin David Singleton (Banbury, 2 agosto 1963) è un ex calciatore inglese, di ruolo centrocampista.

## Carriera
Nella stagione 1981-1982 all'età di 18 anni esordisce in prima squadra con il Coventry City, club di prima divisione nel cui settore giovanile aveva precedentemente giocato; tra il 1981 ed i primi mesi della stagione 1984-1985 in poco più di 3 stagioni totalizza 23 presenze ed una rete in prima divisione. Viene quindi ceduto a stagione in corso al Bradford City, con cui vince la Third Division 1984-1985 e con cui l'anno seguente (oltre che nelle prime giornate della stagione 1986-1987) gioca in seconda divisione, per un totale di 71 presenze e 3 reti in partite di campionato.
Passa quindi al West Bromwich, con cui mette a segno una rete in 19 presenze nella Second Division 1986-1987; a fine stagione viene ceduto al Northampton Town, con cui gioca per 3 stagioni consecutive in terza divisione (50 presenze e 4 reti totali). Passa quindi al Walsall, club di quarta divisione, dove segna un gol in 28 presenze prima di essere ceduto per gli ultimi mesi di stagione ai semiprofessionisti del Worcester City, con cui conclude la stagione 1990-1991. Inizia infine la stagione 1991-1992 con l'Aylesbury Utd, con cui tra il 17 ed il 24 agosto 1991 gioca 3 partite, per poi ritirarsi.

## Palmarès

### Club

#### Competizioni nazionali
- Third Division: 1

Bradford City: 1984-1985